# Dypsis andapae
Dypsis andapae är en enhjärtbladig växtart som beskrevs av Henk Jaap Beentje. Dypsis andapae ingår i släktet Dypsis och familjen Arecaceae. IUCN kategoriserar arten globalt som starkt hotad. Inga underarter finns listade i Catalogue of Life.